# Myrmeleon (Myrmeleon) mcfarlandi
Myrmeleon (Myrmeleon) mcfarlandi is een insect uit de familie van de mierenleeuwen (Myrmeleontidae), die tot de orde netvleugeligen (Neuroptera) behoort. 
Myrmeleon (Myrmeleon) mcfarlandi is voor het eerst wetenschappelijk beschreven door New in 1985.